# 新月溪公园站
新月溪公园站位于中华人民共和国湖北省武汉市洪山区东湖高新区，是武汉地铁19号线的地铁车站。

## 车站结构
车站位于高新二路与光谷五路交叉路口，为地下二层岛式车站，共设4个出入口。站厅两侧长达80米的墙面采用烤瓷铝板喷绘，特别亮眼。
| 地面     |                    | 出入口                              |  |  |
| 地下一层 |                    | 售票机、客服中心、武汉通充值        |  |  |
| 地下二层 |                    | █ 19号线 往武汉站西广场（光谷五路） |  |  |
|          | 岛式站台，左侧开门 |                                     |  |  |
|          |                    | █ 19号线 终点站 下客站台            |  |  |

### 出入口
|          |      |                               |
| 出口编号 | 设施 | 建议前往的目的地              |
| A        |      | 光谷五路 高新二路             |
| B        |      | 光谷五路 高新二路             |
| C        |      | 光谷五路 高新二路             |
| D        |      | 光谷五路 高新二路、新月溪公园 |

## 鄰近地點
新月溪公园